# 田辺留依
田辺 留依（たなべ るい、1997年5月23日 - ）は、日本の女性声優。東京都生まれ、埼玉県育ち。ステイラック所属。

## 来歴
- 小さい頃から演技が好きだったが、『マクロスF』を観て感動し声優を志す[4]。彼女の記憶の中で最初に見た深夜アニメは『すもももももも 地上最強のヨメ』だという[5]。
- 2012年、第1回スタイルキューブ声優オーディションに合格し[4]、研修生としてスタイルキューブに所属。2013年、『しろくまカフェ』のヤマアラシファンクラブ役で声優としてデビュー[4]。同年7月、研修生から本所属に昇格したことが発表された[6]。
- 2014年、『ウィザード・バリスターズ 弁魔士セシル』の須藤セシル役でアニメ初主演を果たした[4]。
- 2017年からステイラックの預かり所属となる[7]。

## 人物
- 趣味は絵を描くこと[2]で、中学生時代は美術部に所属していた[8]。
- 尊敬している声優としてこおろぎさとみを挙げている[9][8]。
- 以前は自分の声が苦手だったが、その声を活かして演じたいと思ったことも声優を目指すきっかけになった[8][9]。

## 出演
太字はメインキャラクター。

### テレビアニメ
2013年
- しろくまカフェ（ヤマアラシファンクラブ）
- 帰宅部活動記録（古橋愛）
- きんいろモザイク（女子A、女子生徒D）
- 凪のあすから（浮田沙苗）
- ゴールデンタイム（2013年 - 2014年、後輩部員1、メイコ）

2014年
- ウィザード・バリスターズ 弁魔士セシル（須藤セシル）
- 龍ヶ嬢七々々の埋蔵金（龍ヶ嬢七々々）
- マンガ家さんとアシスタントさんと（女友達）
- 一週間フレンズ。（西村藍）
- 魔法科高校の劣等生（平河千秋）
- 愛・天地無用!（藍井涙）

2015年
- 冴えない彼女の育てかた（2015年 - 2017年、水原叡智佳） - 2シリーズ
- ジュエルペット マジカルチェンジ（福王子ローラ、男の子、女客、ウグイス、かすみ 他）
- VENUS PROJECT -CLIMAX-（更級美月、子供A）
- 学戦都市アスタリスク（久慈塚やのん）

2016年
- ハイスクール・フリート（姫路果代子）
- 侍霊演武:将星乱（周瑜）
- TO BE HERO（王子〈四年生〉）

2017年
- アホガール（プリチュアA）
- バチカン奇跡調査官（マリー）
- それいけ!アンパンマン（2017年 - 2023年、クマの子供、マッシュルームくん）
- 牙狼〈GARO〉-VANISHING LINE-（2017年 - 2018年、女性、女A）
- アイドルマスター シンデレラガールズ劇場（2017年 - 2019年、荒木比奈） - 3シリーズ

2018年
- ポプテピピック（彩）
- Cutie Honey Universe（手寅あけび）
- ラストピリオド -終わりなき螺旋の物語-（ルルナ）
- Lostorage conflated WIXOSS（女子、少女）
- BORUTO-ボルト- -NARUTO NEXT GENERATIONS-（タルイ）
- 実験品家族 -クリーチャーズ・ファミリー・デイズ-（女の子）
- 夢王国と眠れる100人の王子様（子供B）
- 千銃士（街の女性）
- 火ノ丸相撲（2018年 - 2019年、堀千鶴子）
- 東京喰種トーキョーグール:re（穂木あゆむ）
- RELEASE THE SPYCE（楓の母親）
- 叛逆性ミリオンアーサー（2018年 - 2019年、女性スタッフ、男の子、村娘(3)、マサ） - 2シリーズ
- とある魔術の禁書目録III（ランシス）

2019年
- 手品先輩（生徒、園児）
- ノー・ガンズ・ライフ（紬・ヴィルヌーヴ）
- 神田川JET GIRLS（アイドルカフェ店員、店員）

2020年
- あひるの空（アナウンス）
- ハクション大魔王2020（TVリポーター）
- ミュークルドリーミー（高津一絵）

2021年
- ワンダーエッグ・プライオリティ（まこ）
- WIXOSS DIVA(A)LIVE（摩訶円 / マドカ）
- BLUE REFLECTION RAY/澪（駒川詩）
- 死神坊ちゃんと黒メイド（2021年 - 2024年、テト） - 3シリーズ

2022年
- ぷちセカ（朝比奈まふゆ）
- BLEACH 千年血戦篇（槌宮罪子）

2023年
- 真・進化の実〜知らないうちに勝ち組人生〜（ヘレン・ローザ）
- 鴨乃橋ロンの禁断推理（通行人）
- ウマ娘 プリティーダービー Season 3（ロイスアンドロイス）

2024年
- ドッグシグナル（柴犬、生徒たち）
- 道産子ギャルはなまらめんこい（似鳥絵梨佳）
- しかのこのこのここしたんたん（虎視餡子）
- らんま1/2 (2024)（女子生徒）

2025年
- チ。-地球の運動について-（異民族の女性）
- どうせ、恋してしまうんだ。（深〈幼少期〉）
- 謎解きはディナーのあとで（沢村美幸）
- ネクロノミ子のコズミックホラーショウ

### 劇場アニメ
- あした世界が終わるとしても（2019年、吉永）
- 冴えない彼女の育てかた Fine（2019年、水原叡智佳）
- 劇場版 ハイスクール・フリート（2020年、姫路果代子[36]）
- 劇場版プロジェクトセカイ 壊れたセカイと歌えないミク（2025年、朝比奈まふゆ[37]）
- ヴァージン・パンク Clockwork Girl（2025年、マギー[38]）

### OVA
2013年
- kiss×sis（風紀委員）

2015年
- 一騎当千 Extravaganza Epoch（柳生三厳）
- デジモンアドベンチャー tri. 第1章「再会」

2016年
- 天地無用!魎皇鬼 第四期（立木林檎）

2017年
- OVA ハイスクール・フリート（姫路果代子）
- GRANBLUE FANTASY The Animation Extra 2（子供A）

2018年
- 幽☆遊☆白書 TWO SHOTS（喜多嶋麻弥）

2019年
- 一騎当千 Western Wolves（柳生三厳）

2020年
- 天地無用!魎皇鬼 第伍期（立木林檎）

### Webアニメ
- アイドルマスター シンデレラガールズ劇場（2017年 - 2021年、荒木比奈[18]） - 2シリーズ[一覧 5]
- ふるかわ兄妹トーク（2018年、デンコ、ユニック）
- アニメぷそ煮コミ（2019年 - 2020年、みたらし[40]、みたらしリアル）
- 25時、ナイトコードで。- Journey to Bloom『SELF』（2023年、朝比奈まふゆ）

### ゲーム
2013年
- AKIBA'S TRIP2（沙紀、女性〈若者〉 他）
- フェアリーフェンサー エフ（マリアノ）
- チェインクロニクル（おっとり巫女スミレ）

2014年
- クロノスタシア
- オメガクインテット（キョウカ）
- 白猫プロジェクト（ミゼリコルデ）
- 戦場のウエディング（人形遣いイルミ、借り住まいの芸術家シュル）
- 猫さばいばー!（ラズ、ルーシー）
- 嫁コレ（龍ヶ嬢七々々）

2015年
- 一騎当千バーストファイト（柳生三巌）
- VENUS PROJECT（更級美月）
- 乖離性ミリオンアーサー（神話型ロキ、可憐型マルク、神話型ブリュンヒルデ、第二型クローバー、可憐型ガウェイン）
- 神撃のバハムート（コレット）
- スクールスタードリーム!（九十九琴海）
- 刻のイシュタリア（悪神帝アンラマンユ、水の魔女ディノ、白洋宮の加護マルキダエル）
- フェアリーフェンサー エフ ADVENT DARK FORCE（マリアノ）
- 天地無用!花嫁繚乱（藍井涙）
- 魔壊神トリリオン（フェゴール）

2016年
- 幻獣契約クリプトラクト（2016年 - 2023年、カトレア、ミュゼット、ラグドール、ユーノ、フェリータ）
- 逆転オセロニア（水の精アプサラス、ドラゴンタートル、ゴッドタートル、デビルタートル、デビルタートルジュニア、サマーゴッドタートル）
- 白猫テニス（ミゼリコルデ）
- 刻のイシュタリア（盲目の弓神ホズル、白猿神ハヌマーン）
- ドラゴンプロジェクト（アイネ）
- モン娘☆は〜れむ（リエット）

2017年
- ソラヒメ〜ACE VIRGIN〜 -銀翼の戦闘姫-（Q-6〈強撃6〉、LaGG-3）
- ららマジ（神代結菜）
- スクールスタードリーム〜カミオシ！〜（九十九琴海）
- 萌え萌え2次大戦（略）3（フォト）
- ビーナスイレブンびびっど!（クロコココ）
- 刻のイシュタリア（小家姉ナナ、ジューラスマーテ、でぃの）
- ねぷねぷ コネクト カオスチャンプル（キョウカ、マリアノ）
- オルタンシア・サーガ -蒼の騎士団-（モーヴ）
- パズルオブエンパイア（ネブカドネザル、ラムセス、楠木正成）
- シノビナイトメア（天狐タマモ）
- アイドルマスター シンデレラガールズ（2017年 - 2023年、荒木比奈） - 3作品
- R.E.D 〜RAGE EXTINGUISH DAY〜（冷雪）
- ルナプリ from 天使帝國（アイーニャ）
- パシャ★モン（メリー、リイカ）

2018年
- ビーナスイレブンびびっど!（遠江あやね、円樹あおい）
- 問題のあるシェアハウス（白崎ねね）
- A3!（シトロン〈幼少時〉）
- ファイティングEXレイヤー（ブレア・デイム）
- 機動戦士ガンダム バトルオペレーション2（キャリー・キャドバリー）
- THE KING OF FIGHTERS ALLSTAR（藤堂香澄）
- フリージング エクステンション（ソ・ユナ、クレオ・ブランド、アミリア・エヴァンス）
- 崩壊3rd（アイザック・ニュートン）
- 夜明けのベルカント（フーナ、ニナ、アイリス・エイン）
- ソラヒメ〜ACE VIRGIN〜 -銀翼の戦闘姫-（MiG-23）
- 共闘ことばRPG コトダマン（ライタートスク、ウレイア、ヤイ刃チョウ）
- クイズRPG 魔法使いと黒猫のウィズ（フィオル・ドレイマン）
- 天華百剣（物吉貞宗）
- 東京コンセプション（シズク、サグメ、フウ）
- Shadowverse（セイントガンナー・コレット、不殺の狂信者）

2019年
- 荒野のコトブキ飛行隊 大空のテイクオフガールズ!（レミ）
- アズールレーン（チェイサー、巻波）
- 武器よさらば（ヒミカ）
- 帝国戦記（シェイニー）
- ハイスクール・フリート 艦隊バトルでピンチ!（姫路果代子）
- 姫神召喚 異世界との絆（城隍姫）
- とある魔術の禁書目録 幻想収束（ランシス）
- ファンタシースターオンライン2 es（2019年 - 2020年、カザミノタチ、ユキガラス、トリディアシュタヤー）
- 不思議の幻想郷 -ロータスラビリンス-（レミリア・スカーレット、キスメ 他）
- ファンタシースターオンライン2（女性共通みたらしボイス）※ダウンロードコンテンツ
- ASTRAL CHAIN

2020年
- ファイナルファンタジー ブレイブエクスヴィアス（ネリネ）
- ファイナルファンタジーVII リメイク（カイティ）
- メガミラクルフォース（フェゴール、アシュメディア、ブラール、キョウカ、マリアノ）
- エースヴァージン：再出撃（P1Y 銀河、Q-6 強撃6）
- ラストピリオド -終わりなき螺旋の物語-（ルルナ）
- 一騎当千 エクストラバースト（柳生三厳）
- エコーズオブパンドラ（M10、Tiger I）
- キラキラモンスターズ（ヴェネディクト＝V＝ヴァーミリオン）
- ドトコイ（村中翔子）
- プロジェクトセカイ カラフルステージ! feat. 初音ミク（2020年 - 2023年、朝比奈まふゆ）

2021年
- 神装の戦乙女（アイラ）
- ブルーアーカイブ -Blue Archive-（2021年 - 2025年、牛牧ジュリ）
- モンスターハンターライズ（プレイヤーボイス〈タイプ11〉）
- BLUE REFLECTION TIE/帝（駒川詩）

2022年
- ウィクロスマルチバース（マドカ）
- ミリタリーオートマタ（このは、シェリー）

2023年
- BLUE REFLECTION SUN/燦（駒川詩）
- ポケモンマスターズEX
- 六本木サディスティックナイト（鬼川ナツ）
- ウマ娘 プリティーダービー（2023年 - 2024年、ロイスアンドロイス）
- タワーオブスカイ（ラプーナス）

2024年
- 東方LostWord（聖白蓮、水橋パルスィ）
- グランブルーファンタジー リリンク
- 不思議の幻想郷 -FORESIGHT-（レミリア・スカーレット）

2025年
- ガーディアンテイルズ（新入り仙女 ダビン）
- ASURAJANG（ムイムイ）
- エバーテイル（クラリス）
- 天空のアムネジア（セト）
- 吸血鬼の花嫁 The Novel Game（花總雪音）

### ドラマCD
2013年
- 全力で片想い なみぞうあいらんど ドラマCDvol.3（えり、さやか）

2014年
- 一週間フレンズ。あれからの友達。（西村藍）
- オメガクインテット 限定版特典ドラマCD（キョウカ）
- 龍ヶ嬢七々々の埋蔵金（龍ヶ嬢七々々）※特装版原作第7巻付属

2015年
- フェアリーフェンサーエフ ADVENTDARK FORCE「妖聖高校の七不思議」リミテッドエディション特典ドラマCD（マリアノ）

2017年
- Fate/Prototype 蒼銀のフラグメンツ（玲瓏館美沙夜〈幼少〉）

2022年
- 吸血鬼の花嫁 -ヴァンプドールのはなよめ-（花總雪音）

### 吹き替え

#### 映画
- スノーマン 雪闇の殺人鬼（2017年）
- ウィンストン・チャーチル/ヒトラーから世界を救った男（2017年）
- エフィー・グレイ（2018年、ソフィー・グレイ〈ポリー・ダートフォード〉）※Netflix版
- 移動都市/モータル・エンジン（2019年、クライティ〈ソフィー・コックス〉[78]）
- カッターヘッド 真夜中の切断魔（2019年、マディ〈アビゲイル・ピニョフスキ〉）
- ザ・スイッチ（2021年、ライラー〈メリッサ・コラーゾ〉[79]）
- 海上48hours -悪夢のバカンス-（2022年、ナット〈ホリー・アール〉）
- オン・ザ・カム・アップ（2022年）
- スマホを落としただけなのに（2023年、ナミ〈チョン・ウヒ〉）
- タイラー・レイク -命の奪還-2（2023年[80]）
- 死霊館のシスター 呪いの秘密（2024年、ジュリー[81]）
- メドゥーサ デラックス（2024年、アンジー〈リリト・レス〉[82]）

#### ドラマ
- GIRLS/ガールズ ファイナル（2017年、ミランダ・パーマー〈キャロライン・ウォーターズ〉）
- エクソシスト 孤島の悪魔 シーズン2（2018年、ハーパー・グレアム）
- ゴースト・ウォーズ（2018年、検査技師）
- GOTHAM/ゴッサム シーズン4（2018年 - 2019年、アナウンサー 他） - 異なる役で準レギュラー出演
- クィア・アイ（2018年、マリ）
- 五行の刺客（2019年、インイン〈セリア・オー〉）
- クライアント・リスト シーズン2（2020年）
- ベビー・シッターズ・クラブ（2020年、ステイシー〈シェイ・ルドルフ〉）
- 未成年裁判（2022年）

#### アニメ
- LEGO スター・ウォーズ/フリーメーカーの冒険（2018年 - 2019年）
  - シーズン1（エストック大尉）
  - シーズン2（メイナー）

- デュードロップ・ダイアリーズ（2023年）[83]
- キラキラ キャッチ!ティニピン（2024年、ココピン[84]）

#### その他
- プロジェクト・ランウェイ シーズン15（2017年、ナタリア・J・マグ）

### オーディオドラマ
- 山口勝平の殿様ラジオでGO! ラジオドラマ さいごっぺ「聖徳太子編」（超!A&G+：2015年12月6・13日） - 和歌子
- プロジェクトセカイ カラフルステージ! feat. 初音ミク ボイスドラマ（2021年 - 2022年、朝比奈まふゆ） - 2作品[一覧 7]
- 六本木サディスティックナイト（2021年、鬼川ナツ[85]）

### デジタルコミック
- シャドウニュート（2020年、クレア / キックガール[86]）
- それでは先生、お願いします。（2022年、元編集2、女性客2、めぐみ、赤瀬川 母、赤瀬川のファン2[87]）
- アウトオブドラゴン（2022年、ルーカス〈少年期〉 / ルーカスの母親）[88]
- 七日間食堂（2022年、一花[89]）

### ラジオ
※はインターネット配信。
- きらきラジオ（2013年 - 2014年、Ustream※）
- ラジオどっとあい〜田辺留依 〇〇かしこまりました。[90]（2014年、超!A&G+※・AG-ON※）タイトル中の〇〇には毎回異なる言葉が入る
- ノイタミナラジオ（2014年、ノイタミナ公式サイト※・音泉※）
- ラジオ七々々の部屋（2014年、HiBiKi Radio Station※）
- ラジオ VENUS PROJECT（2015年、ラジオ大阪・HiBiKi Radio Station※）[91]
- スタドリ れでぃ? おー!（2015年 - 2016年、音泉※）[注 1]
- 天地無用!秘密のラジオ?全然秘密じゃない!（2016年 - 2017年、公式サイト※）
- 田辺留依のミッドナイト☆ちゅ〜ずデイ!〜留依は友を呼ぶ〜（2017年、超!A&G+※）
- 田辺留依・指出毬亜のるい・まりあ〜じゅっ☆（2017年、超!A&G+※）[92]
- 25時、ナイトラジオで。（2020年 - 、YouTube※）
- 木戸衣吹と田辺留依の「ふたラジ!!」（2020年、超!A&G+※）
- ONE TO ONE 〜『田辺留依の田辺すいさん』〜（2021年7月23日 - 2025年3月28日、ニコニコ生放送※）

### テレビ番組
※はインターネット配信。
- 田辺留依のEternalColor（2015年 - 2017年、Ustream※）[93]
- アニメマシテ（2017年4月、テレビ東京） - 秦佐和子と共にMCを担当
- 声優 田辺留依の「るいのから回り」（2018年7月31日 - 2021年7月27日、ニコニコ生放送※）

### ナレーション
- アニうたKITAKYUSHU×A3 2013（CMナレーション）
- アニぱら音楽館（2014年2月 - 2017年3月）
- 月刊コミックゼノン「今日からシティーハンター」（テレビCMナレーション、西園寺沙織）
- フェアリーフェンサー エフ ADVENT DARK FORCE（PVナレーション）

### テレビドラマ
- 声ガール! 最終回（2018年、テレビ朝日） - ななみの声優 役

### バラエティ
- 開運!なんでも鑑定団「声優のお宝鑑定大会」（2022年3月8日、Paravi配信）

### モーションアクター
- 翠星のガルガンティア（2013年） - 第6話ダンサー
- 世界でいちばん強くなりたい!（2013年） - EDダンサー

### 舞台
- リーディングドラマ「ファンレターズ」（2017年6月15日、新宿シアターミラクル）
- メイクヒーロー DMM VR THEATER Version（2018年4月3日 - 8日、DMM VR THEATER） - 凛（声の出演）
- Otona Project 第十七弾 演劇ユニット【爆走おとな小学生】第七回全校集会「勇者セイヤンの物語〜ノストラダム男の大予言〜」（2018年7月25日 - 29日、CBGKシブゲキ!!） - ソウコ 役
- ことだま屋本舗EXステージ「闇狩人△」 - 士堂瑠璃 役
  - vol.5「ことだま屋×Z PART2」（2018年9月15日 - 16日、KMAパラダイスホール）
  - vol.7「ことだま屋×Z PART4」（2019年5月3日 - 6日、赤坂RED/THEATER）
  - 配信トライアル公演（2021年1月27日、五反田Gプラス）
- Otona Project第二十二弾 演劇ユニット【爆走おとな小学生】第八回全校集会『舞台版「魔法少女（？）マジカルジャシリカ」☆第壱磁マジカル大戦☆』（2019年3月13日 - 17日、シアターサンモール） - ソレンジャーピース 役
- 演劇集団イヌッコロ「恋するアンチヒーロー」（2019年5月22日 - 26日、劇場MOMO） - 菜々 役
- 劇団SUTTHINEE（スットハイニー）「5分後を変えろ!!〜砂時計がもたらす奇跡〜」（2019年10月2日 - 6日、アトリエファンファーレ東新宿） - 青山万美 役
- patisserie maison 3110 presents「おおばかもの〜ふくらめ！私のイースト菌〜」（2019年10月31日 - 11月4日、浅草花劇場） - スーパークレーマー由美 役
- マリア〜The first Xmas of the last children〜（2019年12月18日 - 22日、バルスタジオ） - ルカ 役
- それぞれの為（2020年10月21日 - 25日、CBGKシブゲキ!!） - キャンディ、桧山のファン 役
- キューティーハニー CLIMAX（2021年6月16日 - 20日、シアター1010） - 佐東あゆ子 役[94]
- リバース・ワールド（2022年3月16日 - 20日、中野ザ・ポケット） - 主演 ミーシャ 役

#### 朗読劇
- ヒア・カムズ・ザ・サン（2016年4月23日・24日、DMM VR THEATER） - カオル 役
- 朗読劇「世界でいちばん大嫌い」（2023年7月15日・16日、浅草橋ヒューリックホール）- 松岡扇子 役[95][96]
- 放課後に星はみえるか（2025年2月23日、CBGKシブゲキ!!） - 柳下星蘭 役[97]

### その他コンテンツ
- NHK Eテレ シャキーン!（目玉っちの声）
- 温泉むすめ（塩江修子）
- 聞く、演じる!日本昔のおはなし 第三巻（声の出演）
- アニメ『アイドルマスター シンデレラガールズ劇場 2nd SEASON』DVD/BD 第3巻 特典CD「なんちゃってコメンタリー」
- パチスロ ウィザード・バリスターズ 弁魔士セシル（須藤セシル）
- 『僕の家においで Wedding』ボイスドラマ（2018年、帰山美玲）
- バンめし♪（2020年、立花安奈 / アンナ）
- THE IDOLM@STER CINDERELLA GIRLS Live Broadcast 24magic 〜シンデレラたちの24時間生放送！〜（2021年）[98]
- 七瀬姉妹との甘いASMRセイカツ（2022年、七瀬桜、七瀬葵）
- ぱちんこ いくさの子（2024年、生駒類[99]）
- 劇場版プロジェクトセカイ 壊れたセカイと歌えないミク×JR東海 東海道新幹線車内限定クロストーク（2025年）

## ディスコグラフィ

### シングル
| 発売日        | タイトル   | 規格品番   | 最高位 | 備考                                                                    |
| ------------- | ---------- | ---------- | ------ | ----------------------------------------------------------------------- |
| 2014年2月28日 | BLUE TOPAZ | PCCG-70208 | 123位  | テレビアニメ『ウィザード・バリスターズ 弁魔士セシル』エンディングテーマ |

### キャラクターソング
| 発売日   | 商品名                                                                                                  | 歌 | 楽曲 | 備考                                                                                    |
| 2013年   | 2013年                                                                                                  | 2013年 | 2013年 | 2013年                                                                                  |
| -------- | --- | --- | --- | --------------------------------------------------------------------------------------- |
| 9月18日  | 帰宅部活動記録 キャラソン&サントラ集 帰宅部@音楽室♪                                                     | 安藤夏希（木戸衣吹）、塔野花梨（結名美月）、古橋愛（田辺留依） | 「女の子の法則」 | テレビアニメ『帰宅部活動記録』関連曲                                                    |
| 2014年   | | | |                                                                                         |
| 6月25日  | 龍ヶ嬢七々々の埋蔵金 BD・DVD第1巻特典CD                                                                 | 龍ヶ嬢七々々（田辺留依） | 「WONDERFUL WONDERS」 | テレビアニメ『龍ヶ嬢七々々の埋蔵金』関連曲                                              |
| 10月22日 | PROMiSED ViSION/Good bye & Good luck                                                                    | *ω*Quintet | 「PROMiSED ViSION」 「Good bye & Good luck」 | ゲーム『オメガクインテット』主題歌                                                      |
| 12月10日 | *ω*Quintet PV SONGS                                                                                     | *ω*Quintet | 「Inchoate voice」 「Eureka」 「MOVE*MENTER」 「まんまるまるい」 「Complex:CRESCENT」                                                                                 | ゲーム『オメガクインテット』関連曲                                                      |
| 2015年   | | | |                                                                                         |
| 2月18日  | 愛・天地無用！ BD・DVD第2巻特典CD                                                                       | 布賀油木（佐藤あずさ）、藍井涙（田辺留依） | 「型破りサイエンス」 | テレビアニメ『愛・天地無用！』エンディングテーマ                                        |
| 2月18日  | 愛・天地無用！ BD・DVD第2巻特典CD                                                                       | 鬼ノ城紅（大地葉）、布賀油木（佐藤あずさ）、藍井涙（田辺留依） | 「トラブルガールズ」 | テレビアニメ『愛・天地無用！』エンディングテーマ                                        |
| 2017年   | | | |                                                                                         |
| 12月13日 | THE IDOLM@STER CINDERELLA MASTER 恋が咲く季節                                                           | 高垣楓（早見沙織）、本田未央（原紗友里）、藤原肇（鈴木みのり）、荒木比奈（田辺留依）、喜多見柚（武田羅梨沙多胡）、佐久間まゆ（牧野由依）、村上巴（花井美春）、関裕美（会沢紗弥）、緒方智絵里（大空直美） | 「恋が咲く季節」 | ゲーム『アイドルマスター シンデレラガールズ』関連曲                                     |
| 12月13日 | THE IDOLM@STER CINDERELLA MASTER 恋が咲く季節                                                           | 高垣楓（早見沙織）、本田未央（原紗友里）、藤原肇（鈴木みのり）、荒木比奈（田辺留依）、喜多見柚（武田羅梨沙多胡） | 「always」 | ゲーム『アイドルマスター シンデレラガールズ』関連曲                                     |
| 2018年   | | | |                                                                                         |
| 3月31日  | - | 荒木比奈（田辺留依） | 「お願い！シンデレラ」 | ゲーム『アイドルマスター シンデレラガールズ スターライトステージ』関連曲                |
| 7月18日  | THE IDOLM@STER CINDERELLA GIRLS STARLIGHT MASTER 19 With Love                                           | 関裕美（会沢紗弥）、荒木比奈（田辺留依）、村上巴（花井美春）、藤原肇（鈴木みのり）、喜多見柚（武田羅梨沙多胡） | 「always」 | ゲーム『アイドルマスター シンデレラガールズ スターライトステージ』関連曲                |
| 9月19日  | THE IDOLM@STER CINDERELLA GIRLS STARLIGHT MASTER 21 Kawaii make MY day!                                 | 荒木比奈（田辺留依）、上条春菜（長島光那） | 「Flip Flop 〜For SS3A rearrange Mix〜」 | ライブイベント『THE IDOLM@STER CINDERELLA GIRLS SS3A Live Sound Booth♪』関連曲          |
| 2020年   | | | |                                                                                         |
| 1月8日   | THE IDOLM@STER CINDERELLA GIRLS STARLIGHT MASTER 35 Palette                                             | 上条春菜（長島光那）、荒木比奈（田辺留依） | 「COLORS」 | ゲーム『アイドルマスター シンデレラガールズ スターライトステージ』関連曲                |
| 2月19日  | THE IDOLM@STER CINDERELLA MASTER 3chord for the Dance!                                                  | 宮本フレデリカ（髙野麻美）、棟方愛海（藤本彩花）、及川雫（のぐちゆり）、荒木比奈（田辺留依）、姫川友紀（杜野まこ） | 「ミラーボール・ラブ（M@STER VERSION）」 | ゲーム『アイドルマスター シンデレラガールズ』関連曲                                     |
| 3月18日  | THE IDOLM@STER CINDERELLA GIRLS STARLIGHT MASTER 37 Needle Light                                        | 上条春菜（長島光那）、荒木比奈（田辺留依） | 「Needle Light（M@STER VERSION）」 | ゲーム『アイドルマスター シンデレラガールズ スターライトステージ』関連曲                |
| 7月15日  | THE IDOLM@STER CINDERELLA GIRLS STARLIGHT MASTER for the NEXT! 09 オタク is LOVE!                       | 荒木比奈（田辺留依）、神谷奈緒（松井恵理子）、安部菜々（三宅麻理恵） | 「オタク is LOVE!（M@STER VERSION）」 | ゲーム『アイドルマスター シンデレラガールズ スターライトステージ』関連曲                |
| 7月15日  | THE IDOLM@STER CINDERELLA GIRLS STARLIGHT MASTER for the NEXT! 09 オタク is LOVE!                       | 荒木比奈（田辺留依） | 「オタク is LOVE!（M@STER VERSION）」 | ゲーム『アイドルマスター シンデレラガールズ スターライトステージ』関連曲                |
| 7月15日  | バンめし♪ ふるさとグランプリ ROUND1 〜春の陣〜                                                          | Vanitas Lacrimosa［アンナ（田辺留依）］ | 「至上のラトゥーリア」 | 『バンめし♪』関連曲                                                                     |
| 12月23日 | 荒野のコトブキ飛行隊 大空のテイクオフガールズ！ チームソングミニアルバム                                | ゲキテツ一家 | 「JIN」 | ゲーム『荒野のコトブキ飛行隊 大空のテイクオフガールズ！』関連曲                         |
| 2021年   | | | |                                                                                         |
| 2月3日   | THE IDOLM@STER CINDERELLA GIRLS LITTLE STARS EXTRA! 君のステージ衣装、本当は…                           | 速水奏（飯田友子）、白雪千夜（関口理咲）、佐城雪美（中澤ミナ）、的場梨沙（集貝はな）、 荒木比奈（田辺留依） | 「君のステージ衣装、本当は…」 | Webアニメ『アイドルマスター シンデレラガールズ劇場 Extra Stage』エンディングテーマ      |
| 4月7日   | THE IDOLM@STER CINDERELLA GIRLS LITTLE STARS EXTRA! Life is HaRMONY                                     | 荒木比奈（田辺留依） | 「泡沫のアイオーン」 | Webアニメ『アイドルマスター シンデレラガールズ劇場 Extra Stage』エンディングテーマ      |
| 6月26日  | WIXOSS DIVA(A)LIVE BD第1巻特典CD                                                                        | DIAGRAM | 「salvage the future」 | テレビアニメ『WIXOSS DIVA(A)LIVE』エンディングテーマ                                    |
| 7月21日  | 百華繚乱 参                                                                                             | 波切（小松郁）、蜂須賀虎徹（湯浅かえで）、物吉貞宗（田辺留依） | 「サマーイントロダクション」 | ゲーム『天華百剣 -斬-』関連曲                                                           |
| 8月4日   | 悔やむと書いてミライ/携帯恋話/ジャックポットサッドガール                                                | 25時、ナイトコードで。、初音ミク | 「悔やむと書いてミライ」 「ジャックポットサッドガール」 | ゲーム『プロジェクトセカイ カラフルステージ！ feat.初音ミク』関連曲                     |
| 12月15日 | 六本木サディスティックナイト                                                                            | 鬼川ナツ（田辺留依）、大場ミサト（小岩井ことり）、弓長ハル（渕上舞）、栗原アズサ（豊田萌絵） | 「六本木サディスティックナイト 〜Night Jewel Version〜」 | ゲーム『六本木サディスティックナイト』関連曲                                            |
| 12月15日 | 六本木サディスティックナイト                                                                            | 鬼川ナツ（田辺留依） | 「世界に拳を突き上げろ」 | ゲーム『六本木サディスティックナイト』関連曲                                            |
| 2022年   | | | |                                                                                         |
| 1月19日  | THE IDOLM@STER CINDERELLA GIRLS 10th ANNIVERSARY M@GICAL WONDERLAND TOUR!!! CosmoStar Land オリジナルCD | 荒木比奈（田辺留依） | 「恋が咲く季節」 「always」 | ゲーム『アイドルマスター シンデレラガールズ』関連曲                                     |
| 1月19日  | 限りなく灰色へ/アイディスマイル                                                                         | 25時、ナイトコードで。、鏡音リン | 「限りなく灰色へ」 | ゲーム『プロジェクトセカイ カラフルステージ！ feat. 初音ミク』関連曲                    |
| 1月19日  | 限りなく灰色へ/アイディスマイル                                                                         | 25時、ナイトコードで。、MEIKO | 「アイディスマイル」 | ゲーム『プロジェクトセカイ カラフルステージ！ feat. 初音ミク』関連曲                    |
| 4月6日   | 25時、ナイトコードで。 SEKAI ALBUM vol.1                                                                | 25時、ナイトコードで。、初音ミク | 「自傷無色」 「カトラリー」 | ゲーム『プロジェクトセカイ カラフルステージ！ feat. 初音ミク』関連曲                    |
| 4月6日   | 25時、ナイトコードで。 SEKAI ALBUM vol.1                                                                | 25時、ナイトコードで。、初音ミク | 「ハロ/ハワユ」 「とても痛い痛がりたい」 | ゲーム『プロジェクトセカイ カラフルステージ！ feat. 初音ミク』関連曲                    |
| 4月6日   | 25時、ナイトコードで。 SEKAI ALBUM vol.1                                                                | 25時、ナイトコードで。、初音ミク | 「乙女解剖」 | ゲーム『プロジェクトセカイ カラフルステージ！ feat. 初音ミク』関連曲                    |
| 4月6日   | 25時、ナイトコードで。 SEKAI ALBUM vol.1                                                                | 25時、ナイトコードで。 | 「ボッカデラベリタ」 | ゲーム『プロジェクトセカイ カラフルステージ！ feat. 初音ミク』関連曲                    |
| 4月6日   | 25時、ナイトコードで。 SEKAI ALBUM vol.1                                                                | 25時、ナイトコードで。、初音ミク | 「ビターチョコデコレーション」 | ゲーム『プロジェクトセカイ カラフルステージ！ feat. 初音ミク』関連曲                    |
| 10月19日 | カナデトモスソラ/再生                                                                                   | 25時、ナイトコードで。、巡音ルカ | 「カナデトモスソラ」 | ゲーム『プロジェクトセカイ カラフルステージ！ feat. 初音ミク』関連曲                    |
| 10月19日 | カナデトモスソラ/再生                                                                                   | 25時、ナイトコードで。、鏡音リン | 「再生」 | ゲーム『プロジェクトセカイ カラフルステージ！ feat. 初音ミク』関連曲                    |
| 2023年   | | | |                                                                                         |
| 1月11日  | THE IDOLM@STER CINDERELLA GIRLS STARLIGHT MASTER R/LOCK ON! 12 No One Knows                             | 八神マキノ（二ノ宮ゆい）、速水奏（飯田友子）、荒木比奈（田辺留依）、北条加蓮（渕上舞） | 「No One Knows（M@STER VERSION）」 | ゲーム『アイドルマスター シンデレラガールズ スターライトステージ』関連曲                |
| 4月12日  | ロウワー/トリコロージュ                                                                                 | 25時、ナイトコードで。、MEIKO | 「ロウワー」 | ゲーム『プロジェクトセカイ カラフルステージ！ feat. 初音ミク』関連曲                    |
| 4月12日  | ロウワー/トリコロージュ                                                                                 | 25時、ナイトコードで。、初音ミク | 「トリコロージュ」 | ゲーム『プロジェクトセカイ カラフルステージ！ feat. 初音ミク』関連曲                    |
| 4月28日  | Be The MUSIC!                                                                                           | 「All Music MIKUdemy」一同 | 「Be The MUSIC!」 | ゲーム『プロジェクトセカイ カラフルステージ！ feat. 初音ミク』関連曲                    |
| 6月7日   | ノマド/バグ                                                                                             | 25時、ナイトコードで。、鏡音リン | 「ノマド」 | ゲーム『プロジェクトセカイ カラフルステージ！ feat. 初音ミク』関連曲                    |
| 6月7日   | ノマド/バグ                                                                                             | 25時、ナイトコードで。、鏡音レン | 「バグ」 | ゲーム『プロジェクトセカイ カラフルステージ！ feat. 初音ミク』関連曲                    |
| 6月14日  | THE IDOLM@STER CINDERELLA GIRLS STARLIGHT MASTER R/LOCK ON! 17 廻談詣り                                 | 荒木比奈（田辺留依） | 「フィクション」 | ゲーム『アイドルマスター シンデレラガールズ スターライトステージ』関連曲                |
| 9月9日   | THE IDOLM@STER CINDERELLA GIRLS Shout out Live!!!会場オリジナルCD                                       | 荒木比奈（田辺留依） | 「君のステージ衣装、本当は…」 | Webアニメ『アイドルマスター シンデレラガールズ劇場 Extra Stage』関連曲                  |
| 9月27日  | 君の夜をくれ/Iなんです                                                                                  | 25時、ナイトコードで。、巡音ルカ | 「君の夜をくれ」 | ゲーム『プロジェクトセカイ カラフルステージ！ feat. 初音ミク』関連曲                    |
| 9月27日  | 君の夜をくれ/Iなんです                                                                                  | 25時、ナイトコードで。、初音ミク | 「Iなんです」 | ゲーム『プロジェクトセカイ カラフルステージ！ feat. 初音ミク』関連曲                    |
| 11月8日  | ザムザ/キティ                                                                                           | 25時、ナイトコードで。、KAITO | 「ザムザ」 | ゲーム『プロジェクトセカイ カラフルステージ！ feat. 初音ミク』関連曲                    |
| 11月8日  | ザムザ/キティ                                                                                           | 25時、ナイトコードで。、鏡音レン | 「キティ」 | ゲーム『プロジェクトセカイ カラフルステージ！ feat. 初音ミク』関連曲                    |
| 2024年   | | | |                                                                                         |
| 1月10日  | TVアニメ『ウマ娘 プリティーダービー Season 3』ANIMATION DERBY Season 3 vol.3 Original Sound Track       | キタサンブラック（矢野妃菜喜）、サトノダイヤモンド（立花日菜）、サトノクラウン（鈴代紗弓）、シュヴァルグラン（夏吉ゆうこ）、サウンズオブアース（MAKIKO）、ドゥラメンテ（秋奈）、トウカイテイオー（Machico）、メジロマックイーン（大西沙織）、ゴールドシップ（上田瞳）、スペシャルウィーク（和氣あず未）、サイレンススズカ（高野麻里佳）、ウオッカ（大橋彩香）、ダイワスカーレット（木村千咲）、ナイスネイチャ（前田佳織里）、ツインターボ（花井美春）、イクノディクタス（田澤茉純）、マチカネタンホイザ（遠野ひかる）、ロイスアンドロイス（田辺留依）、ヴィルシーナ（奥野香耶）、ヴィブロス（伊藤彩沙）、シンボリルドルフ（田所あずさ）、エアグルーヴ（青木瑠璃子）、ミホノブルボン（長谷川育美）、ライスシャワー（石見舞菜香）、サクラバクシンオー（三澤紗千香）、トーセンジョーダン（鈴木絵理）、マチカネフクキタル（新田ひより）、メイショウドトウ（和多田美咲）、メジロパーマー（のぐちゆり）、ダイタクヘリオス（山根綺）、コパノリッキー（稲垣好） | 「うまぴょい伝説」 | テレビアニメ『ウマ娘 プリティーダービー Season 3』エンディングテーマ                    |
| 1月10日  | 25時、ナイトコードで。 SEKAI ALBUM vol.2                                                                | 朝比奈まふゆ（田辺留依）、暁山瑞希（佐藤日向） | 「ヴィラン」 「うっせぇわ」 | ゲーム『プロジェクトセカイ カラフルステージ！ feat. 初音ミク』関連曲                    |
| 1月10日  | 25時、ナイトコードで。 SEKAI ALBUM vol.2                                                                | 朝比奈まふゆ（田辺留依）、東雲絵名（鈴木みのり）、初音ミク | 「愛して愛して愛して」 | ゲーム『プロジェクトセカイ カラフルステージ！ feat. 初音ミク』関連曲                    |
| 1月10日  | 25時、ナイトコードで。 SEKAI ALBUM vol.2                                                                | 宵崎奏（楠木ともり）、朝比奈まふゆ（田辺留依）、初音ミク | 「メリュー」 | ゲーム『プロジェクトセカイ カラフルステージ！ feat. 初音ミク』関連曲                    |
| 1月10日  | 25時、ナイトコードで。 SEKAI ALBUM vol.2                                                                | 25時、ナイトコードで。、MEIKO | 「フォニイ」 「命ばっかり」 | ゲーム『プロジェクトセカイ カラフルステージ！ feat. 初音ミク』関連曲                    |
| 1月10日  | 25時、ナイトコードで。 SEKAI ALBUM vol.2                                                                | 25時、ナイトコードで。、初音ミク | 「ノンブレス・オブリージュ」 | ゲーム『プロジェクトセカイ カラフルステージ！ feat. 初音ミク』関連曲                    |
| 1月10日  | 25時、ナイトコードで。 SEKAI ALBUM vol.2                                                                | 25時、ナイトコードで。、鏡音レン | 「アイロニ」 | ゲーム『プロジェクトセカイ カラフルステージ！ feat. 初音ミク』関連曲                    |
| 4月10日  | THE IDOLM@STER CINDERELLA GIRLS STARLIGHT MASTER HEART TICKER! 05 Teeenage☆Groovin'                     | 荒木比奈（田辺留依）、神谷奈緒（松井恵理子）、安部菜々（三宅麻理恵） | 「ぱ ぴ ぷ ぺ POP!」 | ゲーム『アイドルマスター シンデレラガールズ スターライトステージ』関連曲                |
| 5月22日  | プロジェクトセカイ カラフルステージ！ feat. 初音ミク アナザーボーカルアルバム 25時、ナイトコードで。    | 朝比奈まふゆ（田辺留依） | 「悔やむと書いてミライ」 「ジャックポットサッドガール」 「乙女解剖」 「アイディスマイル」 「カナデトモスソラ」 「ビターチョコデコレーション」 「カトラリー」 「再生」 | ゲーム『プロジェクトセカイ カラフルステージ！ feat. 初音ミク』関連曲                    |
| 5月29日  | 演劇/25時の情熱                                                                                         | 25時、ナイトコードで。、巡音ルカ | 「演劇」 | ゲーム『プロジェクトセカイ カラフルステージ！ feat. 初音ミク』関連曲                    |
| 5月29日  | 演劇/25時の情熱                                                                                         | 25時、ナイトコードで。、KAITO | 「25時の情熱」 | ゲーム『プロジェクトセカイ カラフルステージ！ feat. 初音ミク』関連曲                    |
| 8月28日  | シカ色デイズ / シカせんべいのうた                                                                       | シカ部 | 「シカ色デイズ」 | テレビアニメ『しかのこのこのここしたんたん』オープニングテーマ                          |
| 9月4日   | トワイライトライト/私は雨                                                                               | 25時、ナイトコードで。、初音ミク | 「トワイライトライト」 | ゲーム『プロジェクトセカイ カラフルステージ！ feat. 初音ミク』関連曲                    |
| 9月4日   | トワイライトライト/私は雨                                                                               | 25時、ナイトコードで。、鏡音レン | 「私は雨」 | ゲーム『プロジェクトセカイ カラフルステージ！ feat. 初音ミク』関連曲                    |
| 2025年   | | | |                                                                                         |
| 1月17日  | そこに在る、光。                                                                                        | 25時、ナイトコードで。 | 「そこに在る、光。」 | 劇場アニメ『劇場版プロジェクトセカイ 壊れたセカイと歌えないミク』アフターライブ歌唱楽曲 |
| 1月30日  | Worlders                                                                                                | バーチャル・シンガー、Leo/need、MORE MORE JUMP!、Vivid BAD SQUAD、ワンダーランズ×ショウタイム、25時、ナイトコードで。 | 「Worlders」 | 劇場アニメ『劇場版プロジェクトセカイ 壊れたセカイと歌えないミク』エンディングテーマ     |
| 2月21日  | 群青讃歌（劇場版プロジェクトセカイver.）                                                                | Leo/need、MORE MORE JUMP!、Vivid BAD SQUAD、ワンダーランズ×ショウタイム、25時、ナイトコードで。 | 「群青讃歌（劇場版プロジェクトセカイver.）」 | 劇場アニメ『劇場版プロジェクトセカイ 壊れたセカイと歌えないミク』挿入歌                 |
| 4月16日  | エンパープル/化けの花                                                                                   | 25時、ナイトコードで。、鏡音リン | 「エンパープル」 | ゲーム『プロジェクトセカイ カラフルステージ！ feat. 初音ミク』関連曲                    |
| 4月16日  | エンパープル/化けの花                                                                                   | 25時、ナイトコードで。、KAITO | 「化けの花」 | ゲーム『プロジェクトセカイ カラフルステージ！ feat. 初音ミク』関連曲                    |
| 5月14日  | 25時、ナイトコードで。 SEKAI ALBUM vol.3                                                                | 25時、ナイトコードで。、初音ミク | 「とても素敵な六月でした」 「神っぽいな」 「スロウダウナー」 「Bad Apple!! feat.SEKAI」 「マインドブランド」                                                          | ゲーム『プロジェクトセカイ カラフルステージ！ feat. 初音ミク』関連曲                    |
| 5月14日  | 25時、ナイトコードで。 SEKAI ALBUM vol.3                                                                | 宵崎奏（楠木ともり）、朝比奈まふゆ（田辺留依）、鏡音レン | 「心做し」 「Shadow Shadow」 | ゲーム『プロジェクトセカイ カラフルステージ！ feat. 初音ミク』関連曲                    |
| 5月14日  | 25時、ナイトコードで。 SEKAI ALBUM vol.3                                                                | 朝比奈まふゆ（田辺留依）、東雲絵名（鈴木みのり）、初音ミク | 「ド屑」 | ゲーム『プロジェクトセカイ カラフルステージ！ feat. 初音ミク』関連曲                    |
| 5月14日  | 25時、ナイトコードで。 SEKAI ALBUM vol.3                                                                | 25時、ナイトコードで。、鏡音リン | 「エンヴィーベイビー」 | ゲーム『プロジェクトセカイ カラフルステージ！ feat. 初音ミク』関連曲                    |
| 5月14日  | 25時、ナイトコードで。 SEKAI ALBUM vol.3                                                                | 25時、ナイトコードで。、KAITO | 「熱異常」 | ゲーム『プロジェクトセカイ カラフルステージ！ feat. 初音ミク』関連曲                    |
| 10月15日 | 余花にみとれて/D/N/A                                                                                    | 25時、ナイトコードで。、MEIKO | 「余花にみとれて」 | ゲーム『プロジェクトセカイ カラフルステージ！ feat. 初音ミク』関連曲                    |
| 10月15日 | 余花にみとれて/D/N/A                                                                                    | 25時、ナイトコードで。、鏡音リン | 「D/N/A」 | ゲーム『プロジェクトセカイ カラフルステージ！ feat. 初音ミク』関連曲                    |

## ライブ・イベント

### 合同ライブ
| 出演日               | タイトル                                                                                          | 会場                                     |
| -------------------- | ------------------------------------------------------------------------------------------------- | ---------------------------------------- |
| 2017年11月19日       | アイドルマスター シンデレラガールズ 6th Anniversary Memorial Party                                | 舞浜アンフィシアター（千葉県）           |
| 2018年9月8日・9日    | THE IDOLM@STER CINDERELLA GIRLS SS3A Live Sound Booth♪                                            | ヤマダグリーンドーム前橋（群馬県）       |
| 2018年12月2日        | THE IDOLM@STER CINDERELLA GIRLS 6thLIVE MERRY-GO-ROUNDOME!!!                                      | ナゴヤドーム（愛知県）                   |
| 2019年11月9日・10日  | THE IDOLM@STER CINDERELLA GIRLS 7thLIVE TOUR Special 3chord♪ Funky Dancing!                       | ナゴヤドーム（愛知県）                   |
| 2021年1月10日        | THE IDOLM@STER CINDERELLA GIRLS Broadcast & LIVE Happy New Yell!!!                                | 幕張メッセ国際展示場 1-3ホール（千葉県） |
| 2021年12月25日・26日 | THE IDOLM@STER CINDERELLA GIRLS 10th ANNIVERSARY M@GICAL WONDERLAND TOUR!!! CosmoStar Land        | 愛知県国際展示場 ホールA（愛知県）       |
| 2022年4月2日・3日    | THE IDOLM@STER CINDERELLA GIRLS 10th ANNIVERSARY M@GICAL WONDERLAND!!!                            | ベルーナドーム（埼玉県）                 |
| 2022年6月11日        | Project SEKAI セカイシンフォニー2022                                                              | パシフィコ横浜国立大ホール（神奈川県）   |
| 2022年11月26日・27日 | THE IDOLM@STER CINDERELLA GIRLS Twinkle LIVE Constellation Gradation                              | ベルーナドーム（埼玉県）                 |
| 2023年2月11日        | THE IDOLM@STER M@STERS OF IDOL WORLD!!!!! 2023                                                    | 東京ドーム（東京都）                     |
| 2025年3月8日・9日    | THE IDOLM@STER CINDERELLA GIRLS STARLIGHT STAGE 10th ANNIVERSARY TOUR Let’s AMUSEMENT!!! 大阪公演 | 大阪城ホール（大阪府）                   |